# Fozzano
Fozzano (korsisch Fuzzà) ist eine französische Gemeinde mit 207 Einwohnern (Stand: 1. Januar 2022) auf der Mittelmeerinsel Korsika. Sie gehört zum Département Corse-du-Sud, zum Arrondissement Sartène und zum Kanton Sartenais-Valinco. Die Bewohner nennen sich Fozzanais und Fozzanaises. 
Fozzano ist durch die 1840 erschienene Novelle Colomba  des französischen  Schriftstellers Prosper Mérimée (1803–1870) bekannt. Colomba Carabelli war einer Figur der korsischen Zeitgeschichte des 19. Jahrhunderts.

## Geografie
Fozzano liegt auf ungefähr 350 Meter über dem Meeresspiegel. Nachbargemeinden sind Santa-Maria-Figaniella im Norden, Loreto-di-Tallano im Nordosten, Sainte-Lucie-de-Tallano im Osten, Olmiccia im Südosten, Arbellara im Süden, Viggianello im Südwesten, Olmeto im Nordwesten.

## Bevölkerungsentwicklung
| Jahr      | 1962 | 1968 | 1975 | 1982 | 1990 | 1999 | 2008 | 2017 |
| --------- | ---- | ---- | ---- | ---- | ---- | ---- | ---- | ---- |
| Einwohner | 165  | 150  | 174  | 182  | 152  | 195  | 193  | 209  |

## Sehenswürdigkeiten

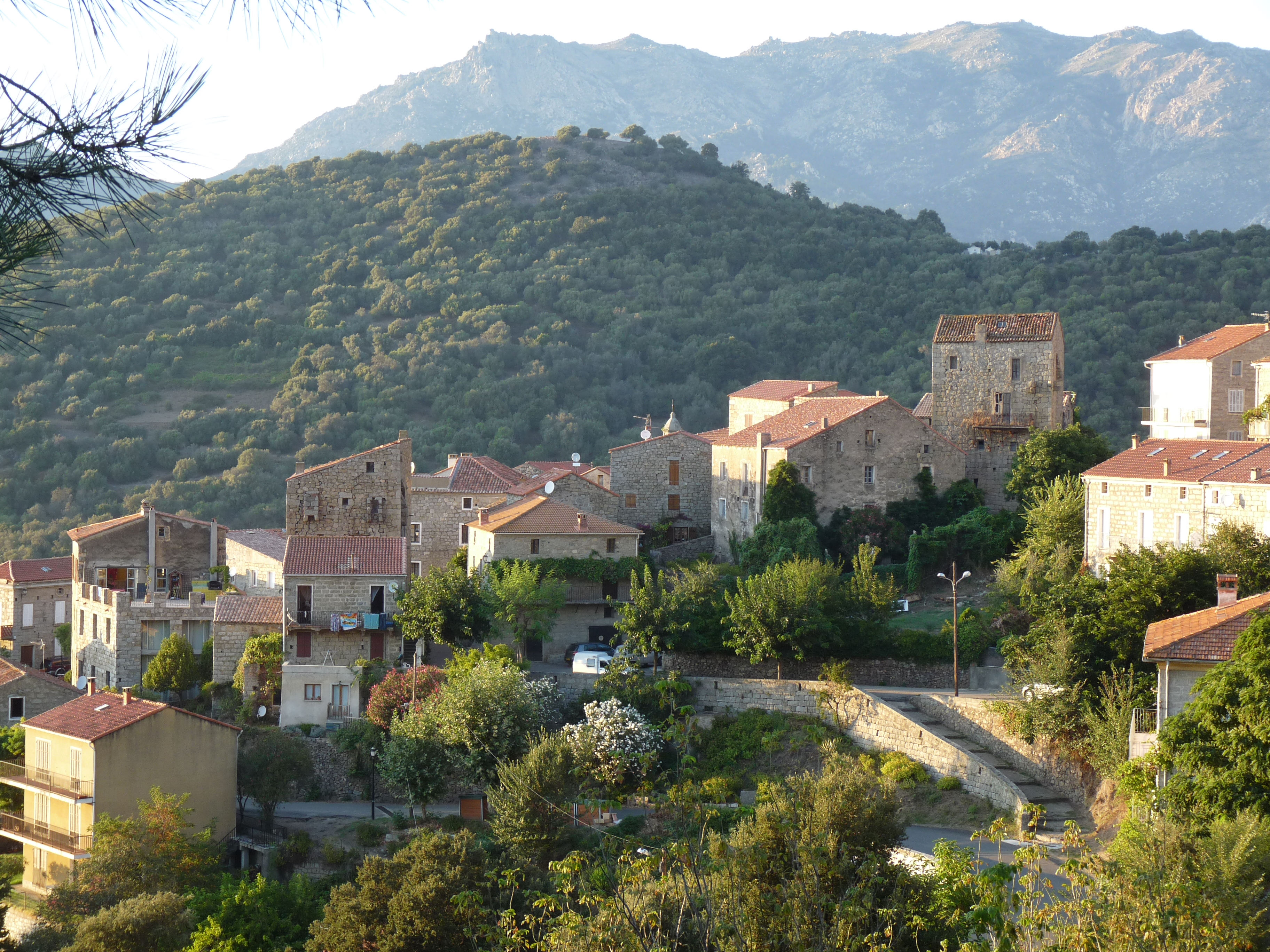
Tour de Colomba, links, erkennbar an dem Maschikuli und Festes Haus der Familie Durazzo, rechts etwas erhöht, erkennbar am Balkon

- Festes Haus, Tour Carabelli auch Tour de Colomba, (korsisch torra vecchia) aus dem 16. Jahrhundert, seit 1952 als Monument historique eingeschrieben
- Festes Haus der Familie Durazzo, vermutlich aus dem 16. Jahrhundert, um 1648 teilweise neu gebaut, im Lauge des 19. Jahrhunderts umgestaltet
- Pfarrkirche de l’Annonciation aus dem 18. Jahrhundert
- Kapelle De la Sainte Trinité, vermutlich aus dem 18. Jahrhundert

## Wirtschaft
Weinreben in Fozzano sind Teil des Weinbaugebietes Vin de Corse.